# قائمة العطل الرسمية في روسيا

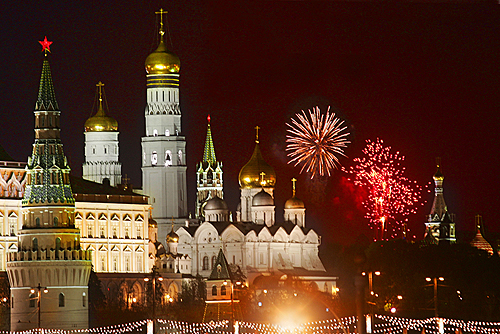
احتفالات يوم النصر في موسكو، 9 مايو 2005

فيما يلي قائمة العطلات الرسمية المعترف بها من قبل الحكومة الروسية. في تلك الأيام، تغلق المكاتب الحكومية والسفارات وبعض المحال التجارية. إذا كان التاريخ يصادف يوم السبت أو الأحد، سيكون يوم الاثنين التالي يوم عطلة عوضا عن يوم العطلة نفسها.

## عطلة رأس السنة
هي يوم العطلة الأكثر احتفالا في العالم. وقد كان جول سيزار هو من جعل الأول من يناير يوم احتفال برأس السنة، إذ كان القناصل الرومان يشرعون في القيام بواجباتهم في اليوم ذاته.

## عيد الميلاد
الفرق في احتفالات عيد الميلاد يعود إلى 1582 ، عندما قرر جريجوري الثالث عشر أن الكنيسة الكاثوليكية سوف يتابع على الجدول الزمني الجديد—يسمى التقويم الغريغوري، وأكثر في غير متزامنة مع الشمس من جوليان التقويمية. وقد جوليان التقويمية قد أنشئت من قبل يوليوس قيصر في 46 ق. كثير من الكنائس لم يقبل. كان هذا هو الحال مع البروتستانت، الأرثوذكس، الأقباط... البروتستانت وأخيرا قبلت على الجدول الزمني الجديد في وقت مبكر 1700s. في عام 1922 ، بطريرك القسطنطينية قرر اتباع التقويم الغريغوري الجديد في الاحتفال في عيد الميلاد، ولكن ليس لعيد الفصح. قراره كان تليها العديد من الكنائس الأرثوذكسية الأخرى.

## عيد الدفاع عن الوطن
عيد الدفاع. يوم الجيش الرسمي ولكنه مناسبة أيضا لتهنئة الجنود وكل الرجال بصفة عامة.

## عيد العمال
كانت بدايته اعلان المجلس التأسيسي للمؤتمر الدولي الثاني للأحزاب الاشتراكية والعمال في باريس في عام 1889. وقد تبنّى السوفياتيون الاحتفال بالعيد هذا، ثم النازيون وأخيرا الفرنسيون.

## يوم النصر
تحيي روسيا يوم 9 مايو/آيار من كل عام ذكرى الانتصار على ألمانيا النازية. ويقام عرض عسكري في الساحة الحمراء في موسكو. وهو عيد وطني تحتفل فيه روسيا وعدد من جمهوريات الاتحاد السوفيتي السابق باستسلام ألمانيا النازية في الحرب العالمية الثانية. وقع هذا الاستسلام في مساء 8 مايو، 1945 (9 مايو بتوقيت موسكو)، وقد سبق هذا الاستسلام استسلاما آخرا وقعته القيادة الألمانية مع الحلفاء. أعلنت حكومة الاتحاد السوفيتي عن استسلام ألمانيا في 9 مايو، بعد أن تم الاحتفال بهذا الاستسلام في برلين. وأصبح يوم 9 مايو من كل عام يوما يحتفل به الاتحاد السوفيتي، ومن بعده روسيا بالانتصار على ألمانيا النازية.